# 平成29年台風第3号
平成29年台風第3号（へいせい29ねんたいふうだい3ごう、アジア名：ナンマドル/Nanmadol、命名:ミクロネシア、意味:有名な遺跡の名前、フィリピン名:Emong）は、2017年7月2日に発生し、日本に上陸した台風。この台風の通過後、平成29年7月九州北部豪雨が発生している。

## 概要

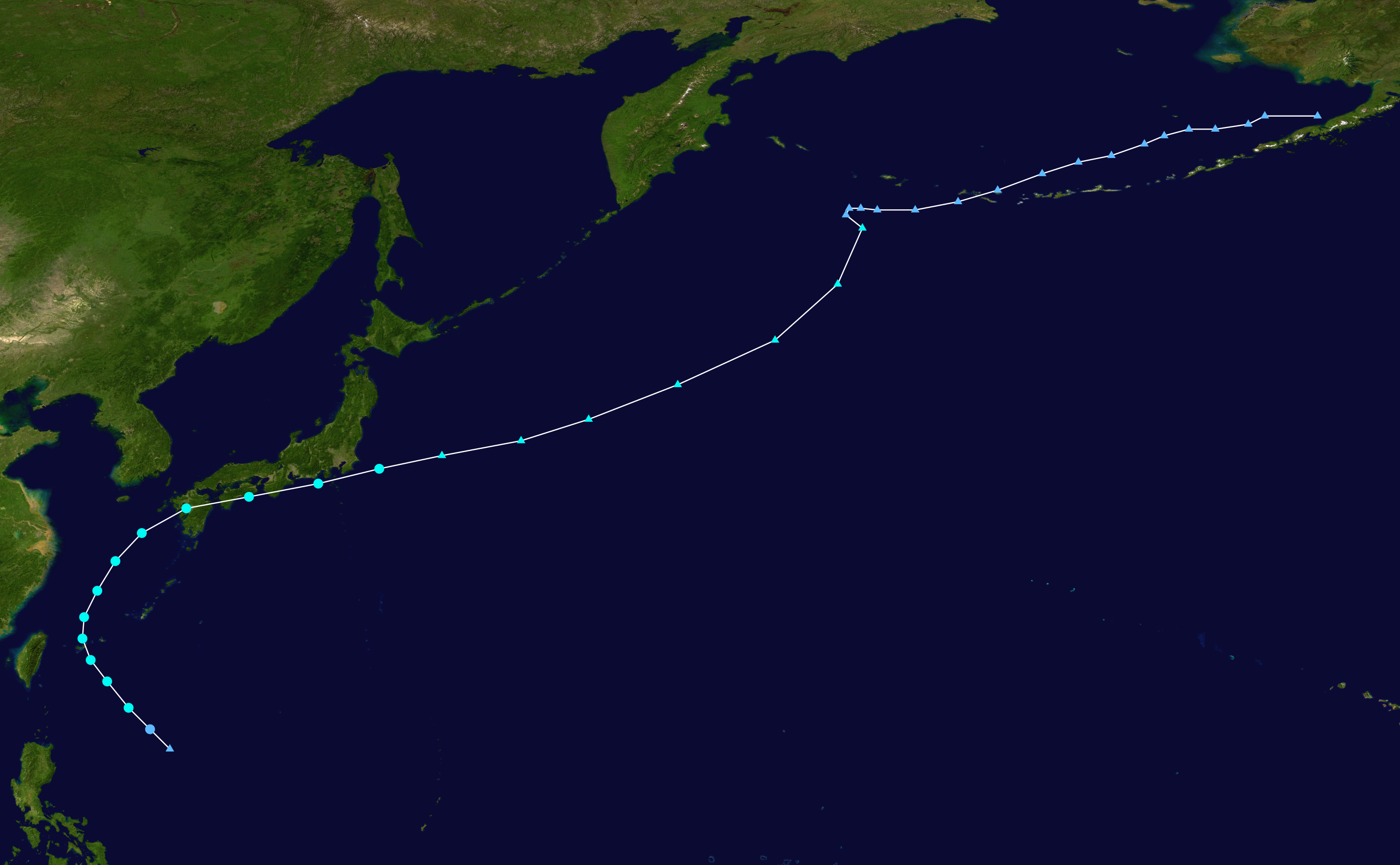
進路図

6月30日頃にフィリピンの東で形成が始まった低圧部（低気圧99W）が、7月1日15時（協定世界時1日6時）に熱帯低気圧になり、同時刻に合同台風警報センター（JTWC）は熱帯低気圧形成警報（TCFA）を発した。その後、フィリピン大気地球物理天文局（PAGASA）はフィリピン名エモン（Emong）と命名した。そして2日9時（協定世界時2日0時）、熱帯低気圧は沖縄の南の北緯20度40分、東経127度5分で台風となり、アジア名ナンマドル（Nanmadol）と命名された。同日12時、JTWCは熱帯低気圧番号05Wを付与した。

台風は3日未明に石垣島付近を通過した後、東シナ海を北上し、次第に進路を東寄りに変え、4日8時頃に長崎県長崎市付近に上陸した。その後も台風は強い風雨をもたらしながら速い速度で東進し、同日12時過ぎには愛媛県宇和島市付近に、17時前には和歌山県田辺市付近に再上陸した。5日9時、日本の東で温帯低気圧に変わった。2000年以降に上陸した台風では最も若い番号である。

## 進路・状態の経過
- 7月2日9時 - 沖縄の南で台風に発達。
- 7月3日
  - 未明 - 石垣島付近を通過。
  - 15時 - 暴風域を伴うようになる。
- 7月4日
  - 8時頃 - 長崎県長崎市付近に上陸。上陸時の中心気圧は985hPa、最大風速は30m/s。
  - 12時過ぎ - 愛媛県宇和島市付近に再上陸。
  - 17時前 - 和歌山県田辺市付近に再上陸。
- 7月5日9時 - 日本の東で温帯低気圧に変わる。

## 被害・影響
強風の影響で九州各県において計6万8500世帯で一時停電となった。また、九州新幹線は全線（博多 - 鹿児島中央）で一時運転を見合わせた。長田部海床路（宇土市）の電柱が6本倒れた。また、NHKもひるブラが休止になった（NHKの台風特番でも最も若い番号。）